# Площадь Юности (Ярославль)
Пло́щадь Ю́ности — площадь в центральной части города Ярославля около Театра юного зрителя.

## Нахождение
Площадь Юности — прямоугольная площадь, ограниченная улицами Свободы, Республиканской, проездом к улице Салтыкова-Щедрина и Театром юного зрителя.

## История
Площадь была образована в 1970-х годах в результате сноса квартала жилой застройки конца XVIII — начала XIX веков. Название присвоено в декабре 1983 году после завершения строительства ТЮЗа и связано с нахождением на площади нескольких детских и юношеских досуговых объектов: ТЮЗа, кинотеатра «Горн» (закрыт в начале 1990-х) и детского кафе «Сказка».

## Здания и сооружения
- Улица Свободы, 23 — здание театра юного зрителя и театра кукол, построенное в 1983 годах в стиле постмодернизма
- Улица Свободы, 27 — кафе «Сказка»
- Улица Свободы, 28 — бывший кинотеатр «Горн», построенный в 1911 году[1]
- Республиканская улица, 79 — гостиница «Юта»

## Транспорт
На площади находится остановка: «Площадь Юности», на которой останавливается Тб: 1, А: 8, 18, 18б и М\т: 45, 76, 78, 81, 82, 99.